# Marca de alto renome
Uma marca de alto renome é uma marca de prestígio, notoriedade e tradição incontestáveis, motivo pelo qual recebe especial proteção quanto a sua propriedade intelectual, para que outros empresários - mesmo que de outras praças ou que explorem outros ramos de atividade - não utilizem a boa imagem da marca de alto renome para promover seus próprios produtos ou serviços.
Graças à proteção dada às marcas de alto renome, não pode, por exemplo, uma empresa de sapatos usar a mesma logomarca que a Microsoft, não pode uma empresa de tecnologia criar um celular Coca-Cola.
Existem 106 marcas de alto renome no Brasil, cadastradas no sítio do INPI.
Destaca-se que para uma marca seja caracterizada como de alto renome, deverá passar por um procedimento administrativo no INPI.

## Requisitos para comprovação do alto renome na legislação brasileira
Nos termos da Lei da Propriedade Intelectual, deverá o requerente apresentar ao INPI as provas cabíveis à comprovação do alto renome da marca no Brasil, trazendo os seguintes elementos informativos:
1. data do início do uso da marca no Brasil;
2. público usuário ou potencial usuário dos produtos ou serviços a que a marca se aplica;
3. fração do público usuário ou potencial usuário dos produtos ou serviços a que a marca se aplica, essencialmente pela sua tradição e qualificação no mercado, mediante pesquisa de opinião ou de mercado ou por qualquer outro meio hábil;
4. fração do público usuário de outros segmentos de mercado que, imediata e espontaneamente, identifica a marca com os produtos ou serviços a que ela se aplica, mediante pesquisa de opinião ou de mercado ou por qualquer outro meio hábil;
5. fração do público usuário de outros segmentos de mercado que, imediata e espontaneamente, identifica a marca essencialmente pela sua tradição e qualificação no mercado, mediante pesquisa de opinião ou de mercado ou por qualquer outro meio hábil;
6. meios de comercialização da marca no Brasil;
7. amplitude geográfica da comercialização efetiva da marca no Brasil e, eventualmente, no exterior;
8. extensão temporal do uso efetivo da marca no mercado nacional e, eventualmente, no mercado internacional;
9. meios de divulgação da marca no Brasil e, eventualmente, no exterior;
10. extensão temporal da divulgação efetiva da marca no Brasil e, eventualmente, no exterior;
11. valor investido pelo titular em publicidade/propaganda da marca na mídia brasileira nos últimos 3 (três) anos;
12. volume de vendas do produto ou a receita do serviço nos últimos 3 (três) anos;
13. valor econômico da marca no ativo patrimonial da empresa.